# Независна Држава Македонија
Независна Држава Македонија је назив за покушај стварања марионетске државе под патронатом Немачке на подручју Македоније, чији би главни град било Скопље. Према замисли, држава би обухватала цело подручје историјске Македоније, односно делове Србије, Грчке и Бугарске.

## Историјат
Идеолози стварања независне Македоније били су чланови пробугарске терористичке организације ВМРО, чији је лидер био Иван Михајлов.
Дана 1. септембра 1944. Хитлер издаје наредбу за формирање ове државе и Немци шаљу Ивана Михајлова у Скопље са задатком да прогласи независну Македонију. Ова држава је требало да обезбеди несметано повлачење Немаца из Грчке преко њене територије, с обзиром да је Бугарска која је до тада управљала тим подручјем иступила из савеза сила Осовина и прешла на страну Савезника 8. септембра. Иван Михајлов, међутим, закључује да је рат изгубљен и да нема услова за формирање независне македонске државе. Тада војну контролу над Македонијом преузимају Немци, док је локалну власт обављала стара бугарска администрација, која више није била под патронатом бугарске војске и бугарске државе. Овакво стање је трајало од почетка септембра до новембра 1944, када подручје Вардарске Македоније долази под контролу југословенских партизана и постаје део нове социјалистичке Југославије у оквиру које ће се формирати Народна Република Македонија.

### Позадина
Када су се снаге Црвене армије приближиле границама Бугарске крајем августа 1944, Бугарска је прогласила неутралност и на кратко покушала да преговара са Западним савезницима. Како Бугарска војска није ометала повлачење немачких снага из Бугарске и Румуније, Совјетски Савез се према томе односио са сумњом. 2. септембра нова прозападна влада преузела је власт у Софији, да би је недељу дана касније заменила просовјетска влада после побуне Отаџбинског фронта. Међутим, 5. септембра 1944. Совјети су објавили рат Бугарској.
Немци су се обратили Ивану Михаилову за реализацију Независне државе Македоније. Михаилов је био Бугарофил десничарски политичар и бивши лидер Унутрашње македонске револуционарне организације (ВМРО) која се бавили терористичком активношћу на територији Краљевине Југословије и Егејске Македоније. Михаилов је постао вођа ВМРО-а 1927. године и под његовим вођством организација се удружила са хрватским Усташама 1929. године. Две организације су планирале и извршиле атентат на краља Александра 1934. Након Војног пуча 27. марта исте године власти су забраниле ВМРО. Михаилов је побегао у Турску, а затим у Италију, где је такође већина усташа била у емиграцији. После инвазије на Југославију 1941. године, Михаилов се преселио у Загреб где је деловао као саветник Анте Павелића. У јануару 1944. успешно је лобирао код Немаца да наоружају присталице Охрана и стави их под команду  (СС) одреда у Егејској Македонију, коју је Бугарска такође припојила 1941. године.
Михаилов је 1928. године предложио план којим се позива на уједињење региона Македоније у јединствену државу која би била аутономна од Бугарске. Током последње фазе Другог светског рата покушао је да оствари свој план уз немачку политичку сарадњу, али је напустио примену ове идеје због недостатка стварне војне подршке. Упркос томе, македонски националисти прогласили су независну државу 8. септембра 1944. без средстава за подршку државе, тако да се та држава распала чим су Југословенски партизани потврдили своју контролу, након повлачења немачких трупа са тог подручја до средине новембра.
Током лета 1943. године након Битке код Курска по први пут је заустављена немачка стратешка офанзива. Крајем јула, након штосе Италија предала у великој кампањи током инвазије савезника, краљ је ухапсио Мусолинија. Снаге Сила осовине била је сломљена. Као резултат тога, почетком августа 1943. године, Иван Михаилов је из Загреба отишао у Немачку где је позван да посети главно седиште Хитлера. Овде је разговарао са Адолфом Хитлером и другим највишим немачким лидерима. Садржај разговора је готово непознат. Поред тога, у Софији су вођени разговори између високих функционера СС-а и чланова Централног комитета ВМРО-а.
Бугарски краљ Борис ІІІ се 14. августа 1943. године, неколико дана пре своје смрти, такође,  састао се и са Адолфом Хитлером у Немачкој. Током разговора Хитлер је заговарао потребу да се независна Македонија створи у оквирима Бугарског краљевства, са Михаиловом на челу. Борис ІІІ се сложио са овим предлогом. Хитлер је такође очајнички желео да убеди Бориса ІІІ да објави рат Совјетском Савезу и да већи део бугарске војске пребаци на Источни и на италијански фронт. У ту сврху снаге ВМРО морале су да преузму функције бугарске војске на територији Грчке и Југославије. Након Борисове смрти, ови планови су пропали. Међутим, било је очигледно да је Иван Михаилов имао шире планове, који су предвиђали стварање независне македонске државе под немачком контролом. ВМРО је такође почео да организује пробугарске милиције у бившим италијанским и немачким окупационим зонама у Грчкој. Бугарска је са стрепњом гледала на ове активности Михаилова, јер се плашила да би његов план за формирање „Независне Македоније“ могао успети. У циљу да га стави под контролу Бугарска је укинула његову смртну казну и предложено му је да се врати у земљу и заузме водећу позицију у Вардарској Македонији, али Михаилов је тај предлог одбио.
У међувремену су Бугари почели су да губе поверење у народу. Овај процес се убрзао након краљеве смрти, капитулације Италије и Совјетске победе над нацистичком Немачком у лето 1943. Због свега тога, југословенски комунисти, који су подржавали признавање стварање македонске нације, успели да организују озбиљан оружани отпор против бугарских снага у јесен 1943. године. Многи бивши активисти ВМРО-а помагали суу борби Титовим партизанима.
У августу 1944. Совјетска армија се приближавала Балкану. С друге стране, истовремено, Југословенски партизани, повећали своје активности у Македонији. Као резултат, Антифашистичка скупштина за народно ослобођење Македоније прогласио оснивање независне Македоније 2. августа 1944. Држава је проглашена у бугарској окупационој зони Југославије. 23. августа, Румунија је напустила Силе осовине, објавила рат Немачкој и дозволила совјетским снагама да пређу њену територију да би дошле до Бугарске. У то време Бугарска је настојала да склопи одвојени мир, одбацујући било какво савезништво са нацистичком Немачком, и прогласила неутралност 26. августа. Међутим, његови тајни преговори са Савезницима у Каиру, да задрже припојене области у Грчкој и Југославији није успео, јер Бугарска „није била у стању да преговара“.

### Предложена држава
У то време партизани су се преселили у западну Македонију, тада под немачком контролом, као део албанске марионетске државе. Користећи ситуацију у којој су нацисти поставили Ивана Михаилова, вођу ВМРО у тој области. Михаилов је још док је у Загребу као саветник Анте Павелића радио на формирању добровољачких јединица које би деловале у Македоније под (СС) командом. Он је, као већина следбеника деснице бившег ВМРО-а, био пробугарски оријентисан и није подржавао постојање комунистичке Југославије. Немци су, у последњем напору, покушали су да успоставе македонску марионетску државу. То је била једина алтернатива, уместо да је препусти Бугарској, која је мењала стране. Увече 3. септембра Михаилов је послат у Софију да преговара са бугарским властима и својим друговима. Када је 5. септембра Совјетски Савез објавио рат Бугарској, Михаилов је хитно превезен из Софије у Скопље.
Овде су успостављени контакти са другим лидерима ВМРО-а, Христом Татарчевим коме је понуђено место председника предложене државе. Такође су вођени преговори са Македонским партизанима, уз посредовање бугарског министра Унутрашњи послови Александра Станишева. Упркос свему овоме, Михаилов долазак је дошао прекасно и сви преговори су пропали. Следећег дана, 6. септембра, Михаилов је одбио план у немогућности да стекне подршку. Уследило је Немачко повлачење из Грчке истог дана, када су Михаилов и његова супруга такође евакуисани из Скопља. Бугарска је одмах наредила својим трупама да се припреме за повлачење из бивше Југославије и 8. септембра Бугари су променили страну и придружили се Совјетском Савезу. Овакав заокрет догађаја ставио је Бугарску војску смештену у Македонији, у тешку ситуацију, окружену немачким дивизијама, али се ипак изборила натраг до старих граница Бугарске.
Ипак, истог дана, 8. септембра, десничарски националисти ВМРО прогласили су независност; Они су предвидели будућност ове независне македонске државе под протекторатом Трећег рајха. Држава је морала да има бугарски карактер и да јој службени језик буде бугарски. Међутим, самопроглашена држава остала је „практично без одбране“ након повлачења немачких трупа.

## Последице
Немачка команда у Скопљу није подржала „независну“ македонску државу пошто су се њихове снаге повукле из региона. У хаосу је покушала само да користи новоформиране "македонске одборе" као локалне полицијске службе. Њихови чланови су били људи попут Васила Хаџикимова, Стефана Стефанова, Шпиро Китинчева, Димитра Гиузелова и Димитра Тцхкатрова, сви активисти ВМРО, Македонске омладинске тајне револуционарне организације и Бугарског акционог комитета. Почетком октобра 1944. године, три бугарске војске под вођством нове бугарске просовјетске владе, заједно са Црвеном армијом ушли су у окупирану Југославију. Бугарске снаге ушле су у Југославију на основу споразума између Јосипа Броза и бугарског партизанског вође Добри Терпешева потписан 5. октобра године Крајови, Румунија уз посредовање Совјетског Савеза.
Упркос одређеним потешкоћама у сарадњи две силе, Бугари су радили у сарадњи са Југословенским партизанима у Македонији и успели да одложе немачко повлачење кроз регион за десет до дванаест дана. Средином новембра све немачке формације повукле су се на запад и север, а партизани су успоставили војну и административну контролу над регионом. Међутим, под политичким притиском партизана, након ослобођења Вардарске Македоније, Друга и Четврта бугарска војска биле су приморане да се повуку назад на старе границе Бугарске крајем новембра.
АСНОМ је почео са радом у децембру, убрзо након немачког повлачења. Видевши да му је била мала подршка, Михаилов је избегао, прво у Хрватску, па у Аустрију, па Шпанију и коначно у Италију где је остао све до своје смрти 1990. године.